# Organización territorial de Birmania
Birmania (también conocida como Myanmar) se divide primariamente en 21 subdivisiones administrativas, que son de varias categorías según la zona:
| Tipo                      | Nombre birmano | Nombre birmano                   | N.º de div. |
| ------------------------- | -------------- | -------------------------------- | ----------- |
| Estado                    | ပြည်နယ်           | [pjìnɛ]̀                          | 7           |
| Región                    | တိုင်းဒေသကြီး          | [táɪɴ dèθa̰ dʑí]                  | 7           |
| Territorio de la unión    | ပြည်တောင်စုနယ်မြေ       | [pjìdàʊɴzṵnɛ̀mjè]                 | 1           |
| Zona autoadministrada     | ကိုယ်ပိုင်အုပ်ချုပ်ခွင့်ရဒေသ  | [kòbàɪɴ ʔoʊʔtɕʰoʊʔ kʰwɪ̰ɴja̰ dèθa̰] | 5           |
| División autoadministrada | ကိုယ်ပိုင်အုပ်ချုပ်ခွင့်ရ တိုင်း | [kòbàɪɴ ʔoʊʔtɕʰoʊʔ kʰwɪ̰ɴja̰ táɪɴ] | 1           |

Las regiones se llamaron "divisiones" hasta agosto de 2010, y cinco de ellas se llaman como sus capitales, con las excepciones de la región de Ayeyarwady y la región de Tanintharyi. Las regiones son la tierra nativa de la mayoría étnica bamar, mientras que los demás grupos étnicos habitan las subdivisiones no regionales llamadas Estados.
La región de Rangún es la de mayor población y la más densamente poblada. La subdivisión menos poblada es el Estado de Kayah. En términos de área, el Estado de Shan es la más extensa y la región de Yangon es la más pequeña.
Todas estas subdivisiones primarias se dividen en distritos (birmano: ခရိုင်; kha yaing or khayaing, [kʰəjàɪɴ]). Estos distritos se organizan a su vez en municipios (birmano: မြို့နယ်; myo-ne, [mjo̰nɛ̀]).

## Jerarquía
| Nivel         | 1º                                      | 2º           | 3º            | 4º                          | 5º        |
| ------------- | --------------------------------------- | ------------ | ------------- | --------------------------- | --------- |
| División Tipo | Territorio de la unión ပြည်တောင်စုနယ်မြေ         | Distrito ခရိုင် | Municipio မြို့နယ် | Barrio ရပ်ကွက်                 | -         |
| División Tipo | Región တိုင်းဒေသကြီး Estado ပြည်နယ်                | Distrito ခရိုင် | Municipio မြို့နယ် | Barrio ရပ်ကွက်                 | -         |
| División Tipo | Región တိုင်းဒေသကြီး Estado ပြည်နယ်                | Distrito ခရိုင် | Municipio မြို့နယ် | Agrupación de pueblos ကျေးရွာအုပ်စု | Pueblo ကျေးရွာ |
| División Tipo | División autoadministrada ကိုယ်ပိုင်အုပ်ချုပ်ခွင့်ရတိုင်း | -            | Municipio မြို့နယ် | Agrupación de pueblos ကျေးရွာအုပ်စု | Pueblo ကျေးရွာ |
| División Tipo | Zona autoadministrada ကိုယ်ပိုင်အုပ်ချုပ်ခွင့်ရဒေသ     | -            | Municipio မြို့နယ် | Agrupación de pueblos ကျေးရွာအုပ်စု | Pueblo ကျေးရွာ |

## Organización administrativa

### Estados, regiones y territorios de la unión
| Bandera | Nombre                             | Birmano       | Capital     | ISO   | Región geográfica | Población (2014) | Área (km²) | Tipo                   |
| ------- | ---------------------------------- | ------------- | ----------- | ----- | ----------------- | ---------------- | ---------- | ---------------------- |
|         | Región de Ayeyarwady               | ဧရာဝတီတိုင်းဒေသကြီး     | Pathein     | MM-07 | Baja              | 6 184 829        | 35 031.8   | Región                 |
|         | Región de Bago                     | ပဲခူးတိုင်းဒေသကြီး       | Bago        | MM-02 | Baja              | 4 867 373        | 39 402.3   | Región                 |
|         | Estado Chin                        | ချင်းပြည်နယ်        | Hakha       | MM-14 | Occidental        | 478 801          | 36 018.8   | Estado                 |
|         | Estado Kachin                      | ကချင်ပြည်နယ်       | Myitkyina   | MM-11 | Septentrional     | 1 689 441        | 89 041.8   | Estado                 |
|         | Estado Kayah                       | ကယားပြည်နယ်        | Loikaw      | MM-12 | Oriental          | 286 627          | 11 731.5   | Estado                 |
|         | Estado de Kayin                    | ကရင်ပြည်နယ်       | Hpa-An      | MM-13 | Meridional        | 1 574 079        | 30 383     | Estado                 |
|         | Región de Magway                   | မကွေးတိုင်းဒေသကြီး       | Magwe       | MM-03 | Central           | 3 917 055        | 44 820.6   | Región                 |
|         | Región de Mandalay                 | မန္တလေးတိုင်းဒေသကြီး     | Mandalay    | MM-04 | Central           | 6 165 723        | 37 945.6   | Región                 |
|         | Estado Mon                         | မွန်ပြည်နယ်        | Mawlamyaing | MM-15 | Meridional        | 2 054 393        | 12 296.6   | Estado                 |
|         | Estado de Rakhine                  | ရခိုင်ပြည်နယ်       | Sittwe      | MM-16 | Occidental        | 3 188 807        | 36 778.0   | Estado                 |
|         | Estado Shan                        | ရှမ်းပြည်နယ်        | Taunggyi    | MM-17 | Oriental          | 5 824 432        | 155 801.3  | Estado                 |
|         | Región de Sagaing                  | စစ်ကိုင်းတိုင်းဒေသကြီး     | Sagaing     | MM-01 | Septentrional     | 5 325 347        | 93 704.8   | Región                 |
|         | Región de Tanintharyi              | တနင်္သာရီတိုင်းဒေသကြီး    | Dawei       | MM-05 | Meridional        | 1 408 401        | 44 344.9   | Región                 |
|         | Región de Rangún                   | ရန်ကုန်တိုင်းဒေသကြီး     | Rangún      | MM-06 | Baja              | 7 360 703        | 10 276.7   | Región                 |
|         | Territorio de la Unión de Naipyidó | နေပြည်တော် ပြည်ထောင်စုနယ်မြေ | Naipyidó    | MM-18 | Central           | 1 160 242        | 7054       | Territorio de la unión |

### Zonas autoadministradas y división autoadministrada

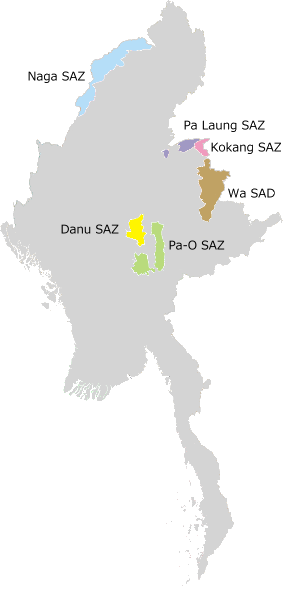
Zonas autoadministradas (SAZ) y división autoadministrada (SAD)

| Nombre                            | Birmano          | Capital | Región geográfica | Tipo                      |
| --------------------------------- | ---------------- | ------- | ----------------- | ------------------------- |
| Zona autoadministrada de Danu     | ဓနုကိုယ်ပိုင်အုပ်ချုပ်ခွင့်ရဒေသ  | Pindaya | Oriental          | Zona autoadministrada     |
| Zona autoadministrada de Kokang   | ကိုးကန့်ကိုယ်ပိုင်အုပ်ချုပ်ခွင့်ရဒေသ | Laukkai | Oriental          | Zona autoadministrada     |
| Zona autoadministrada de Naga     | နာဂကိုယ်ပိုင်အုပ်ချုပ်ခွင့်ရဒေသ  | Lahe    | Septentrional     | Zona autoadministrada     |
| Zona autoadministrada de Pa'O     | ပအိုဝ့်ကိုယ်ပိုင်အုပ်ချုပ်ခွင့်ရဒေသ | Hopong  | Oriental          | Zona autoadministrada     |
| Zona autoadministrada de Pa Laung | ပလောင်းကိုယ်ပိုင်အုပ်ချုပ်ခွင့်ရဒေသ | Namhsan | Oriental          | Zona autoadministrada     |
| División autoadministrada de Wa   | ဝကိုယ်ပိုင်အုပ်ချုပ်ခွင့်ရတိုင်း   | Hopang  | Oriental          | División autoadministrada |

## Historia

### Colonización británica
En 1900, Birmania era una provincia de la India británica, y se organizó en dos subdivisiones: la Baja Birmania (en inglés: Lower Burma), cuya capital era Rangún, y la Alta Birmania (en inglés: Upper Burma), cuya capital era Mandalay. Dentro de la Baja Birmania existieron cuatro divisiones (Arakan, Irrawaddy, Pegu y Tenasserim). Birmania superior contaba con 6 divisiones (Meiktila, Minbu, Sagaing, N. Estados Federados del Norte de Shan y Estados Federados del Sur de Shan).
El 10 de octubre de 1922, los Estados de la etnia karenni de Bawlake, Kantarawaddy y Kyebogyi se convirtieron en parte de los Estados Federados de Shan. En 1940, el nombre de la división Minbu se cambió por el de Magwe, y las divisiones Meiktila pasaron a formar parte del distrito Mandalay.

### Época poscolonial
Tras la independencia, el 4 de enero de 1948, la zona de Chin Hills de Arakan se dividió para formar la División de Estado de Chin (Zogam), y el Estado de Kachin fue formado con los distritos Myitkyina y Bhamo de la división de Mandalay. El Estado Karen se creó también a partir de los distritos de Amherst, Thaton, Toungoo de la División de Tenasserim. El Estado Karenni se separó de los Estados Federados de Shan, y el estado de Shan se formó mediante la fusión de los Estados Federados de Shan y los Estados de Wa.
En 1952, pasó a denominarse al Estado de Karenni como estado de Kayah. En 1964, la División de Rangún fue separada de la División de Pegu, cuya capital pasó a ser Pegu. Además, el Estado de Karen fue rebautizado como Estado Kawthule.
En 1972, los distritos de Hanthawaddy y Hmawbi fueron reorganizados en la jurisdicción de la División de Rangún. 
En 1974, después de que Ne Win presentó una nueva constitución, la División Chin se convirtió en estado, y su capital pasó de ser la ciudad de Falam a la ciudad de Hakha. El Estado Kawthule se volvió a llamar Estado de Karen, y el Estado Mon se separó de la División de Tenasserim. Moulmein se convirtió en la capital del Estado de Mon , y se convirtió la División de Tenasserim en Tavoy. Además, a la División de Rakhine se concedió la condición de Estado.
En 1989, después del golpe de Estado por la junta militar, los nombres de muchas divisiones en Birmania se han alterado de sus nombres en inglés de la época colonial para reflejar las pronunciaciones birmanas.